# Dunsmuir
Dunsmuir är en stad i Siskiyou County i Norra Kalifornien utmed Interstate 5. Invånarantalet var år 2011 cirka 1 600.
Dunamuir ligger nära Mount Shasta och många vattenfall, däribland Mossbrae Falls. Genom Dunsmuir rinner Sacramento River som är bra för sportfiske.
Dunsmuir hette tidigare Cedar Flats eller Pusher.